# 西地 (斯德哥尔摩)

西地（瑞典語：Västerort）是瑞典首都斯德哥爾摩的一個区域，位於斯德哥爾摩西部，有時又稱西斯德哥爾摩。自2007年開始，西地分為四個區：布罗马、海瑟尔比-韦灵比、林克比-希斯塔和斯蓬阿-滕斯塔。2007年之前，西地曾分為五個區。